# R-GT Cup

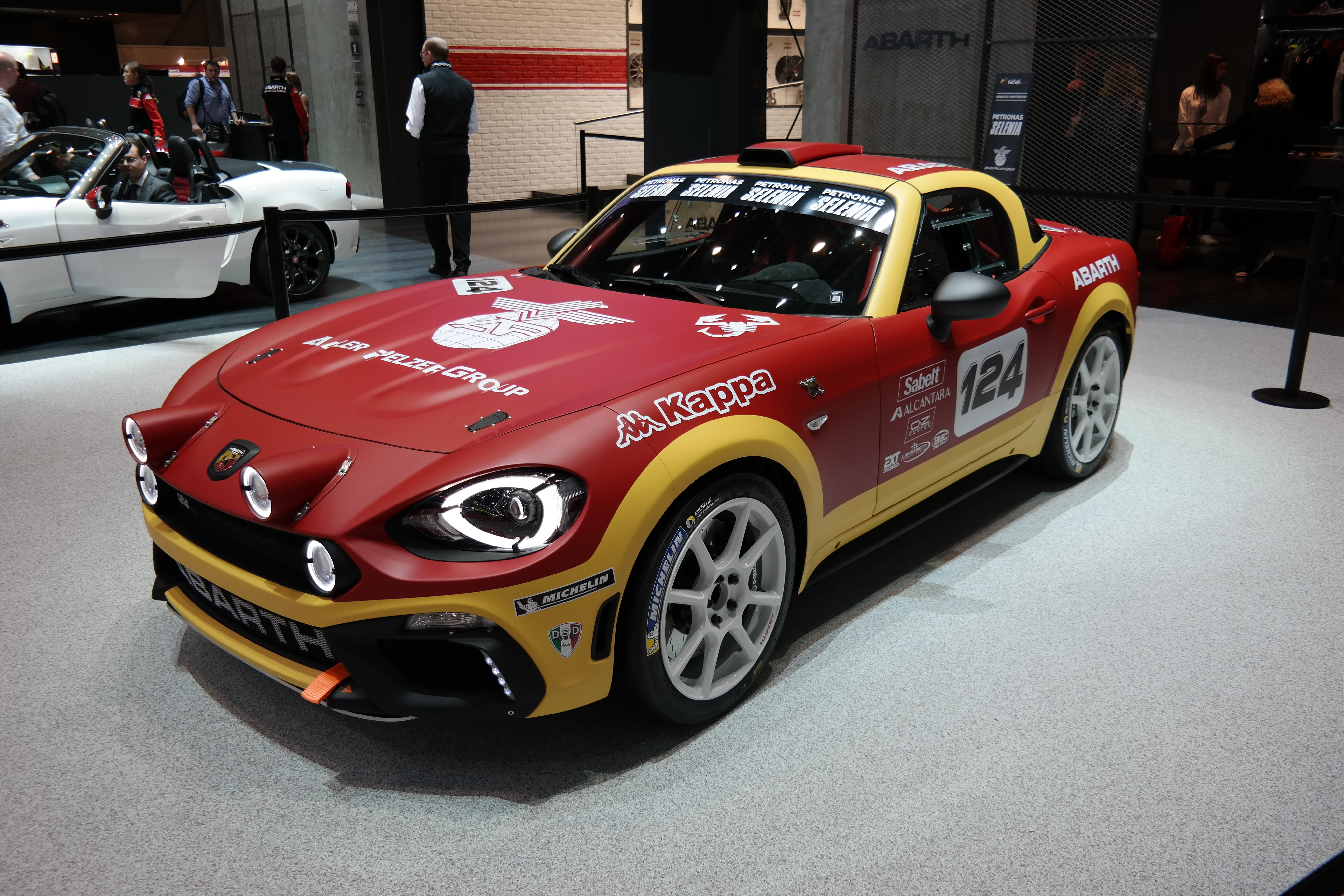
Una Abarth 124 Rally omologata per la R-GT Cup (2016)

La R-GT Cup è un campionato di rally organizzato dalla Federazione Internazionale dell'Automobile introdotta nel 2011 per le auto GT, si disputa ogni anno dal 2015 e le cinque prove si disputano su vari fondi stradali, due dal WRC, due dal ERC e il Rallye International du Valais. Dal 2020 le auto R-GT devono essere omologate dal produttore in comune con altre formule di auto da rally. A livello internazionale, le auto R-GT competono nella FIA R-GT Cup, che si disputa sui round su asfalto dell'ERC e del WRC. Possono inoltre partecipare al Campionato del Mondo Rally e a tutti i campionati regionali FIA.

## Regolamenti tecnici
I regolamenti tecnici sono descritti nell'Appendice J del 2019, articolo 256 del regolamento sportivo FIA per le auto con passaporti tecnici. Per le auto omologate dal 2020 il documento rilevante è 2021 Appendice J, articolo 256. In entrambi i casi le vetture devono essere vetture GT di serie che devono essere a due ruote motrici. Un'auto a trazione integrale può essere utilizzata come base ma deve essere trasformata in una versione 2WD. Tutte le vetture devono essere dotate di un limitatore con un diametro determinato dalla FIA per ottenere un rapporto peso/potenza di 3,4 kg/CV (4,6 kg/kW, 294 CV/tonnellata).

## Albo d'oro

### FIA R-GT Cup
| Anno | Pilota Vincitore  | Auto Vincitore         |
| ---- | ----------------- | ---------------------- |
| 2015 | François Delecour | Porsche 997 GT3        |
| 2016 | Marc Valliccioni  | Porsche 997 GT3        |
| 2017 | Romain Dumas      | Porsche 997 GT3        |
| 2018 | Raphaël Astier    | Abarth 124 R-GT        |
| 2019 | Enrico Brazzoli   | Abarth 124 R-GT        |
| 2020 | Andrea Mabellini  | Abarth 124 R-GT        |
| 2021 | Pierre Ragues     | Alpine A110 Rally R-GT |
| 2022 | Raphaël Astier    | Alpine A110 Rally R-GT |